# Townsendia albomacula
Townsendia albomacula là một loài ruồi trong họ Asilidae. Townsendia albomacula được Martin miêu tả năm 1966. Loài này phân bố ở vùng Tân nhiệt đới và Tân Bắc giới.